# Ninja Scroll (serie animada)
Ninja Scroll (en japonés: 獣兵衛忍風帖＜龍宝玉篇＞ o Jūbee Ninpūchō: Ryūhōgyoku Hen, o también en español Ninja Scroll: la piedra sagrada del dragón) es un anime japonés basado en la película Ninja Scroll de Yoshiaki Kawajiri. La serie está dirigida por Tatsuo Sato y animada por el estudio Madhouse.
En Latinoamérica se emitió en idioma original y subtitulado por Cityvibe. En España fue emitida en Buzz y años después fue distribuida en DVD por Jonu Media.

## Argumento
La serie nos sumerge en un Japón feudal, 14 años después de la derrota de Himuro Genma el guerrero inmortal, mostrando el mundo oculto y místico de los ninjas (también conocidos como shinobis), el mundo honorable y valiente de los samuráis y rōnins, en el que destacan los duelos a muerte y el compañerismo entre rivales con un fin común.
En la historia hay dos clanes, el Hiruko y el Kimon que se enfrentan. Uno de los miembros del Hiruko (Roga) roba del clan la piedra sagrada del dragón e intenta buscar a la princesa de la luz, Shigure, para dársela. Sin embargo, durante la huida es perseguido por los dos clanes que quieren hacerse con la piedra y destruir la aldea de la princesa. Cuando el clan Kimon la destruye, Jubei, el protagonista, les derrota mientras la princesa escapa.
El ladrón de la piedra, Roga, se la confía a Jubei antes de morir, para que este se la de a Shigure y la proteja. Durante su viaje debe enfrentarse a multitud de enemigos de los dos clanes, hasta que descubren que el Hiruko realmente solo quiere defenderla a ella y a la piedra y que les guíe en una nueva era. Sin embargo, la ambición del clan Kimon hace destruir al clan Hijoko y a todo el que se cruce en su camino.

## Personajes
- Jubei Kibagami: es el protagonista de la serie, es un samurái vagabundo que se ve envuelto en una pelea entre el clan Hiruko y el clan Kimon. Roga, un antiguo miembro del clan Hiruko, le da la piedra sagrada del dragón antes de morir y le hace prometer que se la dará a Shigure, la princesa de la luz.

- Shigure: ha vivido en las montañas toda su vida pero su pueblo fue incendiado por el clan Kimon y debe escapar para encontrar su destino. Es la princesa de la luz y Jubei tiene que protegerla y cuando ella sepa quien es, darla la piedra sagrada del dragón.

- Tsubute: este chico es un ladrón que engaña a personas para atravesar los bosques, robándolas a continuación para sobrevivir. Cuando conoce a Shigure intenta raptarla y después se une a ella y viajan juntos. Varias veces les roba la piedra sagrada del dragón pero también les ayuda con los enemigos.

- Dakuan: es un viejo monje que encuentra en el camino a Shigure y Tsubute y se une a ellos en el camino hacia el tesoro que se abrirá con la piedra sagrada.

- Mufu: es el jefe del clan Hiruko. Tiene el poder de resucitar los muertos y además desprende rayos de luz de sus manos.

- Anden Yamidoro: es el jefe del clan Kimon. Trabaja para Yamikubou, el shogun de la oscuridad.

## Contenido de la obra
El serie animada fue dirigida por Tatsuo Sato partiendo de la idea de Yoshiaki Kawajiri, que es el creador de Ninja Scroll. Comenzó a emitirse el 15 de abril de 2003 y finalizó ese mismo año, el 15 de julio. En Estados Unidos se emitió el 10 de octubre de 2003, con una duración de 30 minutos cada uno de los 13 capítulos.

### Créditos
- Historia original: Yoshiaki Kawajiri.
- Director: Tatsuo Sato.
- Música: Kitarō y Peter McEvilley.
- Diseño de personajes: Takahiro Yoshimatsu.
- Dirección de arte: Shinichi Uehara y Yuji Ikeda.
- Dirección de fotografía: Seiichi Morishita.
- Edición: Masahiro Matsumura.
- Director de sonido: Yasunori Honda.
- Asistente de producción: Masao Morosawa.
- Asistente de dirección: Hiroyuki Tanaka.
- Productor: Atsushi Mizuno, Hiromichi Masuda, Kenichiro Zaizen, Masaki Kobayashi y Miho Suzuki.

### Banda sonora
El anime, como tema de apertura (también conocido como opening), usa la canción "Jubei's Theme" que es obra de Kitarō y Peter McEvilley. Asimismo, usa como tema de clausura (o ending) la melodía "Shigure's Theme" también de Kitaro y Peter McEvilley.

### Episodios
| # | Título                                                                   | Fecha de emisión    |
| --- | ------------------------------------------------------------------------ | ------------------- |
| 1 | «Tragedy in the Hidden Village» España: «Tragedia en la aldea escondida» | 15 de abril de 2003 |
| Roga, Del Clan Hiruko, roba la piedra sagrada del dragón e intenta buscar a la princesa de la luz, Shigure, para dársela. Sin embargo, durante la huida es perseguido por varios hombres del clan rival, el Kimon, que quiere hacerse con la piedra y destruir la aldea de la princesa. Cuando el clan Kimon la destruye, Jubei les derrota mientras la princesa escapa. Antes de morir Roga le confía la piedra a Jubei para que se la de a Shigure.                                    |                                                                          |                     |
| 2 | «Departure» España: «Empieza el viaje»                                   | 22 de abril de 2003 |
| Mientras Jubei busca a la princesa, el clan Kimon ataca a ésta y el clan Hiruko a Jubei para recuperar la piedra. Shigure es ayudada por un joven contrabandista (Tsubute) y por un monje (Dakuan) que consiguen matar al enviado del clan Kimon que había destruido la aldea escondida. |                                                                          |                     |
| 3 | «Forbidden Love» España: «Un amor prohibido»                             | 29 de abril de 2003 |
| En su búsqueda de la princesa, Jubei tiene que pelear contra tres miembros del clan Hiruko y gana. Por fin encuentra a Shigure pero es interrumpido por el clan Kimon (Jyashi y Rengoku) que intentan raptarla para llevarla ante su jefe. Finalmente Jubei consigue matar a Jyashi y su hermana Rengoku jura que lo vengará. |                                                                          |                     |
| 4 | «Broken Stone» España: «La piedra sagrada partida»                       | 6 de mayo de 2003   |
| Jubei recupera la piedra que había robado el compañero de Shigure y cuando va a devolvérsela les ataca una miembro del clan Hiruko en forma de árbol. Jubei intentando recuperarla la parte por la mitad y obtiene una parte, llevándose ella la otra. Sin embargo, ella es atacada por un miembro del clan Kimon y pierda su parte que el llevada al centro de operaciones del clan. Justo después, Jubei que va en busca de la mitad que le falta, encuentra a este asesino y le mata. |                                                                          |                     |
| 5 | «Diamond Child» España: «El chico diamante»                              | 13 de mayo de 2003  |
| Tsubute le vuelve a robar la piedra a Shigure y en el camino de huida se encuentra a Tatsunosuke, el chico diamante que se transforma cuando va a pelear. Un miembro del clan Kimon, Aizen, quiero que Tatsunosuke se una a ellos y le intenta robar la piedra a Tsubute. Sin embargo, Jubei llega a tiempo para salvarles a ambos de morir a manos de Aizen. |                                                                          |                     |
| 6 | «Shelter from the Rain» España: «Protégete de la lluvia»                 | 20 de mayo de 2003  |
| Bajo la lluvia Jubei es atacado por un ojo que domina los cuerpos de la gente y es envenenado. En una casa intenta descansar y es curado por Takuma y su madre, que a su vez intenta matarlo por ser el asesino de su marido. Mientras tanto, el ojo sigue dominando cuerpos y Jubei los mata hasta que este domina a la mujer que también es asesinada junto con el ojo. |                                                                          |                     |
| 7 | «Blossom» España: «El capullo en flor»                                   | 27 de mayo de 2003  |
| Jubei confía la piedra al viejo Dakuan y este la pierde ante la mujer árbol. Jubei la persigue pero llega antes un miembro del clan Kimon que controla los murciélagos y la deja muy débil. Jubei le mata y ella, al ver que está protegiendo a la princesa le cuenta que el clan Hiruko es el último descendiente de una antigua dinastía que protegía a la princesa y al tesoro, por lo que antes de morir le devuelve la mitad de la piedra.                                          |                                                                          |                     |
| 8 | «The Fate of Rengoku» España: «La ascensión de Rengoku»                  | 3 de junio de 2003  |
| Después de la muerte de su hermano, Rengoku solo piensa en vengarse y matar a Jubei, por eso hace todo lo necesario para transformarse cada vez en algo más fuerte y poder derrotarle. Sin embargo, la piedra salva en el último momento a Jubei y se salva siendo el jefe del clan Kimon quien mata a Rengoku que solo piensa en morir y estar con su hermano otra vez. |                                                                          |                     |
| 9 | «A Dragon Within» España: «El dragón oculto»                             | 17 de junio de 2003 |
| Un hombre llamado Zofu salva a Shigure del clan Yagyu que ahora ya no están para protegerla sino que está con el gobierno y la ve como un problema. Zofu solo quiere encontrar alguien fuerte que le ayude a matar al huésped que lleva dentro y le pide ayuda a Jubei que lo mata aunque a la vez muere Zofu. |                                                                          |                     |
| 10 | «The Heart of the Hiruko» España: «El corazón de Hiruko»                 | 24 de junio de 2003 |
| Rokai, un ninja de Hiruko, se escapa para proteger a la princesa y ayuda a Jubei a luchar contra el clan Kimon que ha mandado a todos sus miembros al combate, incluido el maestro de todos ellos, que finalmente captura a Shigure y la lleva junto al shogun de las tinieblas. |                                                                          |                     |
| 11 | «Yagyu Renya» España: «Renya Yagyu»                                      | 1 de julio de 2003  |
| Jubei debe salvar a Shigure y para ello tiene que irse hasta Kyushu en barco junto a Tsubute y Dakuan. En el trayecto se encuentran con Yagyu Renya, samurái líder de los Yagyu que anteriormente quisieron matar a la princesa y que quiere apoderarse de la piedra para conseguir el tesoro. Mientras el clan Kimon arrasa en una batalla naval al clan Hiruko con Shigure de testigo.                                                                                                 |                                                                          |                     |
| 12 | «Dynasty Restoration» España: «El renacimiento del reino»                | 8 de julio de 2003  |
| Jubei salva a Shigure del clan Kimon con la ayuda de los Hiruko, sin embargo, cuando llegan a la puerta del tesoro aparece el clan Kimon que había sustituido a una de los suyos por Shigure y les había engañado. De esta forma todos los miembros del clan Hiruko son arrojados al volcán junto con Jubei. |                                                                          |                     |
| 13 | «Farewell Jubei» España: «Los cielos azules»                             | 15 de julio de 2003 |
| Jubei es salvado por Dakuan y junto con el clan Yagyu entran en la misma cueva que han entrado el clan Kimon y Shigure. Dentro ésta debe decidir su futuro, debe ser la princesa de la luz o bien puede vivir su propia vida... |                                                                          |                     |